# Eliza Foster

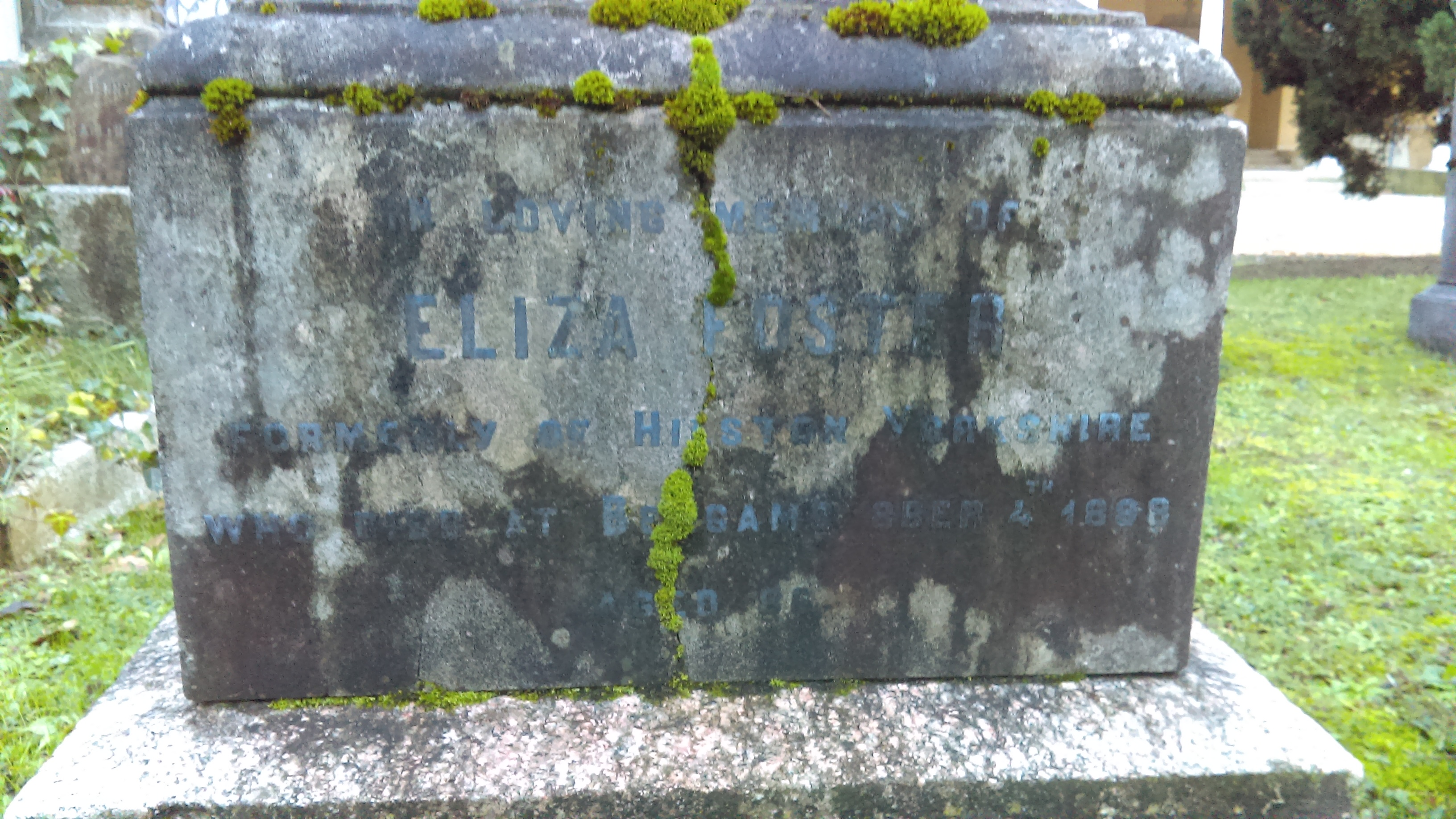
"In loving memory of Eliza Foster, formerly of Hilston Yorkshire who died at Bergamo, 8ber 4th, 1888 aged 86"

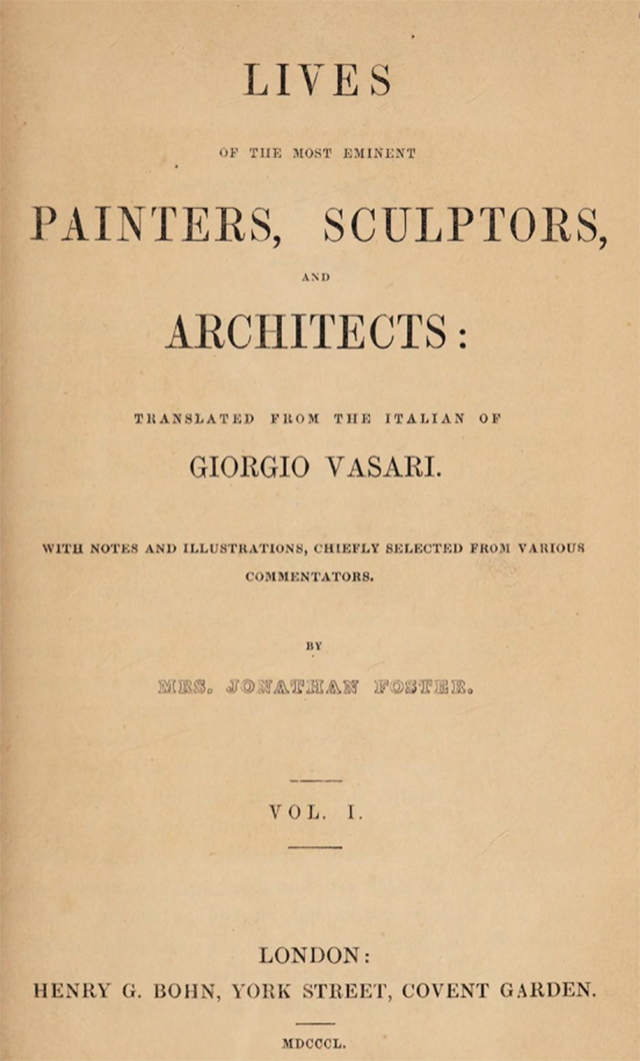
Traduzione di Eliza Foster delle Vite del Vasari, 1850-1851

Eliza Vere Foster (Cheltenham, 25 luglio 1802 – Bergamo, 4 ottobre 1888) è stata una scrittrice e traduttrice inglese.

## Biografia
Dopo aver studiato lingue classiche e moderne, Eliza sposò come seconda moglie Jonathan Foster (Hilston in Holderness, Yorkshire, 1782 – Parigi, 1859), dal quale ebbe un figlio che in seguito lavorò come vice commissario alle dogane nell'India britannica fino alla sua morte improvvisa lì nel 1870.
Eliza Foster lavorò come traduttrice per l'editore Bohn, in particolare traducendo (come "Mrs. Jonathan Foster") e aggiungendo attente e abbondanti annotazioni alla prima traduzione in lingua inglese dei 5 volumi delle Vite dei più eccellenti pittori, scultori e architetti di Vasari, pubblicata nel 1850-1851. Secondo la professor Patricia Rubin della New York University, "la sua traduzione di Vasari ha portato per la prima volta le Vite a un vasto pubblico di lettori di lingua inglese. Il suo valore reale nel farlo è dimostrato dal fatto che [tale opera] è rimasta in stampa e richiesta per tutto il diciannovesimo secolo."
Tradusse anche dal tedesco (come "E. Foster") la Storia dei Papi di Leopold von Ranke per la HG Bohn's Standard Library (3 volumi; 1847-1848), nella cui prefazione notò come il "nobile ufficio del storico" richiedeva "un'instancabile pazienza nella ricerca [e] una pura coscienziosità e un profondo rispetto per la sacralità della Verità».
Come autrice, Eliza Foster ha pubblicato due libri di viaggio sulla Boemia e la Slesia con lo pseudonimo "An Old Traveller", nonché il romanzo The Boatman of the Bosphorus (1854) con il nome "The Osmanli Abderahman Effendi". Insieme alla sig. Hall Carter, Eliza Foster pubblicò anche un sussidiario di storia inglese, Stories and Studies from the Chronicles and History of England (1847).
Con lo stesso pseudonimo, Eliza Foster pubblicò anche due articoli sull'Art Journal nel 1856 e nel 1857: "Suggestions of Subject to the Student in Art by an Old Traveller" e "Talk of Pictures and the Painters by an Old Traveller". L'editore della rivista, Samuel Hall Carter, la presentava come una "signora compiuta" che possedeva una combinazione "molto rara" di "ampie letture, conoscenza di molte lingue, il vantaggio di viaggiare in diversi paesi e soprattutto un'intima conoscenza dell'arte, nel passato e nel presente”. Secondo Rubin, "i contributi della signora Foster alla scrittura dell'arte sono sia rappresentativi che reali. I suoi articoli sull'Art Journal rappresentano il gusto informato e le opinioni moralizzanti tipiche dell'apprezzamento dell'arte in età medio-vittoriana e della sua importanza sociale."
Dopo la morte del marito nel 1859, Eliza Foster dovette fare affidamento sulla propria opera letteraria (e fino al 1870 su suo figlio) per mantenersi. Si occupò inoltre di assicurare l'educazione dei suoi nipoti, cui insegnò anche latino e greco.
A causa delle sue condizioni economiche e della tarda età, Eliza Foster si trasferì a Bergamo e più volte fece domanda e ottenne il sostegno del Fondo Royal Literary Fund. Morì a Bergamo il 4 ottobre 1888, ed è sepolta nella sezione evangelica del Cimitero monumentale.

## Opere

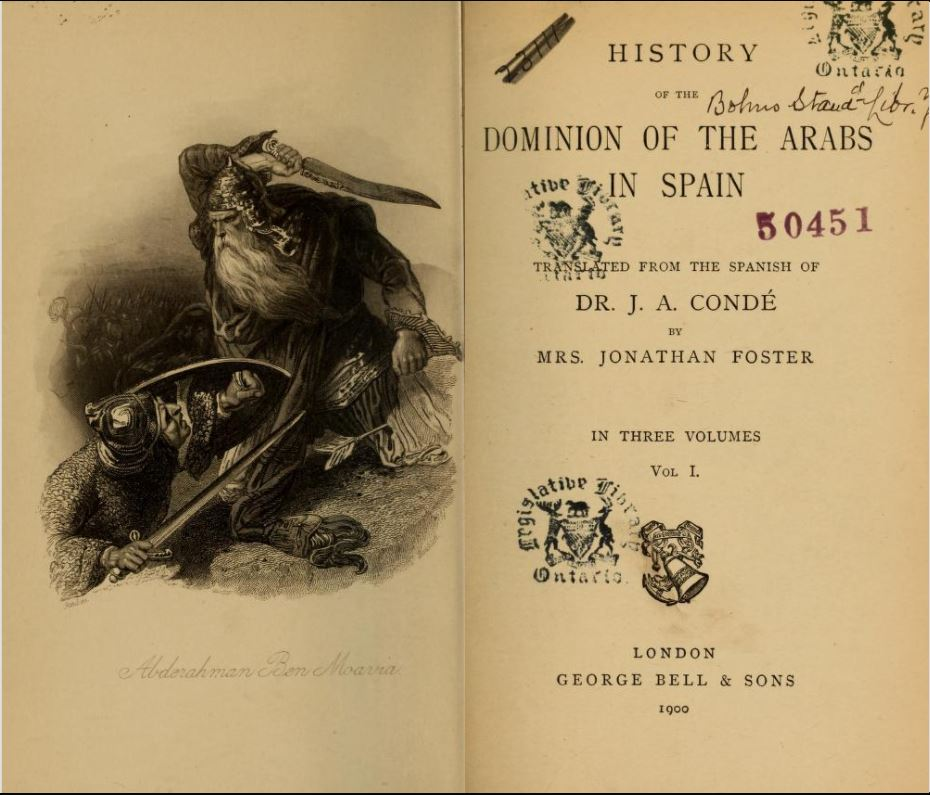
Traduzione di Eliza Foster del libro di José Antonio Condé del 1820 sul dominio arabo in Spagna

- (con Anna Maria Hall) Stories and Studies from the Chronicles and History of England (1847)
- (come "The Osmanli Abderahman Effendi") The Boatman of the Bosphorus: A Tale of Turkey (3 voll; London: TC Newby, 1854)
- (come "An Old Traveller") due libri di viaggio sulla Boemia e la Slesia
- 'Suggestions of Subject to the Student in Art by an Old Traveller', in Art Journal (1856)
- 'Talk of Pictures and the Painters by an Old Traveller', in Art Journal (1857)
- (come "An Old Traveller") Travels in Bohemia, with a Walk through the Highlands of Saxony (2 vols; London: T. C. Newby, 1857)[4]
- (come  "the Author of Travels in Bohemia") An Autumn in Silesia, Austria Proper, and the Ober Enns (London: T. C. Newby, 1859)[5]

Traduzioni
- (come "E. Foster") Storia dei Papi di Leopold von Ranke, per la Standard Library di HG Bohn (3 voll; 1847-1848)
- (come "Mrs. Jonathan Foster") Le vite de' più eccellenti pittori, scultori e architettori di Giorgio Vasari (5 voll; 1850-51)
- (come "Mrs. Jonathan Foster") History of the Dominion of the Arabs in Spain, di José Antonio Condé  (1855)